# 和馨园站
和馨园站位于中华人民共和国湖南省长沙市岳麓区东方红中路与谷苑路交叉口地下，是长沙地铁6号线的地铁车站，2022年6月28日开通。

## 车站周边
- 东方红中路
- 谷苑路
- 湖南师范大学附属高新实验小学
- 中移电子商务产品创新基地
- 龙王港